# The Book of Souls
The Book of Souls – szesnasty album studyjny brytyjskiej grupy muzycznej Iron Maiden. Wydawnictwo ukazało się 4 września 2015.
Jest to pierwszy dwupłytowy oraz najdłuższy album studyjny zespołu Iron Maiden. Został nagrany pod koniec 2014 roku, jednak jego wydanie postanowiono opóźnić do czasu wyleczenia wokalisty, Bruce'a Dickinsona z choroby nowotworowej. Informację o albumie opublikowano 18 czerwca 2015. Na płycie znajduje się najdłuższy w twórczości zespołu utwór, napisany przez wokalistę „Empire of the Clouds”, trwający 18 min. 
Album promuje singel „Speed of Light”, który to, wraz z wideoklipem, został opublikowany 14 sierpnia 2015.
Utwór "Tears of a Clown" poświęcony jest zmarłemu 11 sierpnia 2014 amerykańskiemu aktorowi Robinowi Williamsowi. 

## Lista utworów
Zestawienie utworów z albumu:
Dysk 1
1. „If Eternity Should Fail” (Dickinson) – 8:28
2. „Speed of Light” (Smith/Dickinson) – 5:01
3. „The Great Unknown” (Smith/Harris) – 6:37
4. „The Red and the Black” (Harris) – 13:33
5. „When the River Runs Deep” (Smith/Harris) – 5:52
6. „The Book of Souls” (Gers/Harris) – 10:27

Dysk 2
1. „Death or Glory” (Smith/Dickinson) – 5:13
2. „Shadows of the Valley” (Gers/Harris) – 7:32
3. „Tears of a Clown” (Smith/Harris) – 4:59
4. „The Man of Sorrows” (Murray/Harris) – 6:28
5. „Empire of the Clouds” (Dickinson) – 18:01

## Certyfikaty Sprzedaży
16 album studyjny grupy, w kilka tygodni po premierze znalazł się na szczycie zestawień w 46 krajach świata, by ostatecznie dotrzeć na szczyt zestawień sprzedaży nośników fizycznych w 24 krajach oraz 22 zestawień albumów w wersji cyfrowej, w pozostałych miejscach świata. The Book of Souls w wielu krajach osiągnął status "Złotej" oraz "Platynowej" płyty, również w Polsce
1. Wielka Brytania: Złoto[31]
2. Niemcy: Złoto[32]
3. Finlandia: Złoto[31]
4. Szwecja: Złoto[31]
5. Norwegia: Złoto[33]
6. Dania: Złoto[34]
7. Szwajcaria: Złoto[31]
8. Austria: Złoto[31]
9. Włochy: Złoto[31]
10. Francja: Złoto[31]
11. Polska: Złoto[31][35]
12. Czechy: Platyna[31]
13. Chorwacja: Platyna[31]
14. Węgry: Platyna[31]
15. Grecja: Złoto[31]
16. Rosja: Złoto[31]
17. Hiszpania: Platyna[31]
18. Portugalia: Złoto[31]
19. Brazylia: Platyna[31]
20. Argentyna: Złoto[36]
21. Chile: Platyna[31]
22. Kolumbia: Złoto[31]
23. Kanada: Platyna[31]
24. Nowa Zelandia: Platyna[31][37]
25. Australia: Złoto[31]
26. Indie: Platyna[31]
27. Belgia: Złoto[38]
28. Meksyk: Złoto[38]